# Nawaf Al-Abed
Nawaf Al-Abed - em árabe: نواف العابد‎ - (Riade, 26 de janeiro de 1990) é um futebolista saudita que atua como meia-atacante. Atualmente joga no Al Shabab.

## Carreira

### Seleção
Nawaf Al-Abed representou a Seleção Saudita de Futebol na Copa da Ásia de 2011 e 2015.

### Gol mais rápido da história
Em 7 de Novembro de 2009, foi o autor do gol mais rápido da história do futebol, aos dois segundos do jogo contra o Al Shoalah, pela Copa do Príncipe Faisal bin Fahad Sub-23, superando o gol do atacante brasileiro Fred na Copa São Paulo de Futebol Júnior de 2003. O jogador chutou do meio-campo logo após receber o primeiro toque na bola de seu companheiro de equipe.

## Títulos
Al-Hilal
- Campeonato Saudita de Futebol: 2009–10, 2010–11, 2016–17, 2017–18, 2019–20
- Copa do Rei: 2015, 2017
- Copa da Coroa do Príncipe: 2008–09, 2009–10, 2010–11, 2011–12, 2012–13, 2015–16
- Supercopa da Arábia Saudita: 2015, 2018
- Liga dos Campeões da AFC: 2019